# أليخاندرو مونتيل
أليخاندرو مونتيل (بالإسبانية: Alejandro Felix Montiel)‏ (24 أبريل 1971 بلوس موتشيس في المكسيك - ) هو ملاكم مكسيكي، صنّف ضمن فئة وزن البانتام السوبر ‏.

## إحصائيات
خاض خلال مسيرته 60 نزالا، فاز في 51 ولم يتعادل وخسر في 8. فاز بالضربة القاضية في 30 نزالا.

## روابط خارجية
- أليخاندرو مونتيل على موقع بوكس ريك (الإنجليزية) (registration required)